# Чапамо
Чапамо — упразднённый посёлок в Большеигнатовском районе Мордовии. Входил в состав Протасовского сельского поселения. Исключен из учётных данных в 2009 году.

## История
Основан в 1921 году переселенцами из села Чукалы. По данным на 1931 год состоял из 15 дворов и входил в состав Чукальского сельсовета.

## Население
| 2002 | 2010 |
| ---- | ---- |
| 5    | ↘0   |

Национальный состав
Согласно результатам Всероссийской переписи населения 2002 года, в национальной структуре населения мордва-эрзя составляли 100 %.